# Hylia (vogel)
De hylia (Hylia prasina) is een zangvogel uit een monotypisch geslacht uit de familie Hyliidae die voorkomt in Afrika.

## Kenmerken
De hylia is een kleine, onopvallende zangvogel van 12 cm lengte. De vogel is overwegend olijfbruin gekleurd met een duidelijke lichte wenkbrauwstreep en een relatief forse snavel.

## Verspreiding en leefgebied
Er zijn twee ondersoorten:
- H. p. poensis (eiland Bioko)
- H. p. prasina (Gambia en Senegal tot aan Kenia en Tanzania verder in het Kongogebied en Angola)

De vogel leeft erg verborgen in dichte ondergroei of in boomkronen van tropisch bos.

## Status
De hylia heeft een groot verspreidingsgebied en daardoor is de kans op de status kwetsbaar (voor uitsterven) gering. De grootte van de populatie is niet gekwantificeerd. De vogel is algemeen, plaatselijk zelfs talrijk. Om deze redenen staat de hylia als niet bedreigd op de Rode Lijst van de IUCN.